# Szelídgesztenye-kéregrák
A szelídgesztenye-kéregrák kórokozója a Cryphonectria parasitica (Murrill) Barr. (= Endotia parasitica) nevű tömlősgomba, amely a  Diaporthales rendbe tartozik.

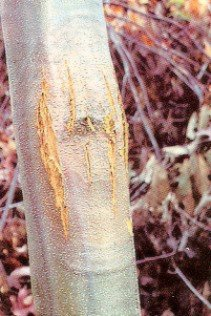
Cryphonectria parasitica fertőzés a fatörzsön

## A betegség rövid története
A gomba Ázsiában őshonos, ahol a helyi Castanea fajok (C. crenata, C. mollissima) ellenállóak, vagy toleránsak vele szemben. 
- XX. század eleje: behurcolják Amerikába
- 1938. megtalálják Európában (valószínűleg amerikai közvetítéssel érkezett)
- 1969. Magyarország – szelídgesztenye
- 2001. Magyarország – kocsánytalan tölgy (szelídgesztenye elegyes kocsánytalan tölgyesekben)

Amerikában a Castanea dentata állományokat néhány évtized alatt teljesen kipusztította. Hazánkban a betegség leküzdésére, a járvány megállítására tett erőfeszítések nem jártak sikerrel. Napjainkban a Castanea sativa egész elterjedési területén jelen van, és nagy károkat okoz.

## A betegség kórtünetei
Legjellegzetesebb tünetek a fák ágain, törzsén figyelhetők meg. Kívülről a vékony kérgű részeken a kéreg vöröses elszíneződése tűnik szembe. Később megjelennek a narancssárga sztromatikus piknídiumok is, majd később a kéreg felrepedezik és leválik. A kéreg alatt a kórokozó krémszínű micéliumlemezei (szirrócium) jelennek meg, ezek legyező alakban terjednek. A vastag kérgű részeken csak a későbbi stádium vehető észre, amikor az elhalt kéreg felrepedezik. Ha a kéregelhalás körkörössé válik, a felett lévő ágrészek elhalnak. A fertőzést követően néhány év alatt az idősebb fák is elpusztulnak.
A gomba heterotallikus, azaz ivaros szaporodás csak mindkét párosodási típus jelenléte esetén megy végbe. A termőtestek, melyek peritéciumok, az elhalt kéregben, csoportosan, narancsvörös sztrómába mélyedten fejlődnek, hosszú nyakkal érik el a felszínt. A terjedésben a konídiumoknak van nagyobb szerepük, amelyek tömegesen képződnek a beteg vagy már elhalt fák, ágak kérgében egész évben, fagypont felett télen is. A spórákat a szél, rovarok, esővíz, madarak terjesztik.

## Védekezés

### A védekezés elvi alapja
A Cryphonectria parasitica által okozott gesztenyepusztulás a megfigyelések szerint alábbhagyott azokon a területeken, ahol megjelentek a kórokozó úgynevezett hipovirulens törzsei. Ezek citoplazmájában egy kettős szálú RNS vírus található (hipovírus). A fertőzött kórokozó csökkent virulenciájú, kéregelhalást nem okoz. A hipovirulens törzzsel fertőzött fák ágai a fertőzés helyén megvastagodnak, a felületi kéregrészek repedezettsége figyelhető meg, de a fák nem pusztulnak el.

### Növényegészségügyi tisztítás
Fontos az elhalt ágak, koronarészek eltávolítása, a rönkök kérgezése, majd ezen növényi részek elégetése, ugyanis a gomba az elhalt ágak kérgében szaprotróf módon tovább sporulál.

### Biológiai védekezés
A már beteg fák gyógyítása biológiai módszerrel lehetséges, a gomba hipovirulens törzseinek felhasználásával. A hipovírus képes a hifahidak anasztomózisán keresztül átjutni a hipovirulens telepből a virulens telepbe, és megfertőzni azt (konvertálás). Ennek feltétele, hogy a két telep vegetatíve kompatibilis legyen (ugyanabba a kompatibilitási típusba tartozzon), vagyis köztük hifa-hidak keletkezzenek. Ez genetikailag szabályozott. A rekombináció miatt a kompatibilitási típusok száma növekedik, ez megnehezíti a biológiai védekezést. A tényleges védekezési eljárás a kéregnekrózisok helyi kezelésével történik, ami nehézkes, nagyüzemi szinten nem alkalmazható. Erdőállományokban a járvány alakulásában döntő jelentőség a hipovirulens törzsek természetes elterjedése, amely azonban e törzsek csekély spóraképzése miatt lassú folyamat.

## Előfordulás más gazdanövényen
A Cryphonectria parasitica egyes virulens törzsei más gazdanövényeket is megtámadnak, így a tölgyeket, ritkán egyéb fafajokat is. Ez elsősorban a szelídgesztenyével elegyes, vagy gesztenyésekkel szomszédos kocsánytalan tölgyesekben fordul ez elő. A tölgyeken a mortalitás alacsonyabb, mint a gesztenyén, mivel a tölgyek eredményesebben védekeznek a kórokozó ellen. A keletkezett rákok általában nem okozzák a fák pusztulását, azonban a megtámadott törzsek faanyaga értékét veszti.